# Libčice (Nový Knín)
Libčice jsou vesnice, část města Nový Knín v okrese Příbram ve Středočeském kraji. Nachází se asi čtyři kilometry jižně od Nového Knína. Je zde evidováno 84 adres. V roce 2011 zde trvale žilo 219 obyvatel.
Libčice jsou také název katastrálního území o rozloze 6,73 km².

## Historie
První písemná zmínka o vesnici pochází z roku 1321.
V roce 1932 byly v obci Libčice (259 obyvatel, samostatná obec se později stala součástí Nového Knína) evidovány tyto živnosti a obchody: nákladní autodoprava, důl na zlato Silva-Tarouca, 3 hostince, 2 obchody se smíšeným zbožím, trafika.

## Obyvatelstvo
| Rok            | 1869 | 1880 | 1890 | 1900 | 1910 | 1921 | 1930 | 1950 | 1961 | 1970 | 1980 | 1991 | 2001 | 2011 | 2021 |
| -------------- | ---- | ---- | ---- | ---- | ---- | ---- | ---- | ---- | ---- | ---- | ---- | ---- | ---- | ---- | ---- |
| Počet obyvatel | 272  | 266  | 256  | 265  | 253  | 288  | 259  | 207  | 216  | 200  | 180  | 213  | 227  | 219  | 206  |
| Počet domů     | 36   | 36   | 37   | 38   | 39   | 50   | 53   | 56   | 52   | 49   | 50   | 63   | 66   | 74   | 80   |

## Obecní správa
Při sčítání lidu v letech 1850–1979 Libčice byly samostatnou obcí, se kterým patřily nejprve do okresu Příbram, ale v roce 1950 v okrese Dobříš a od roku 1960 opět v okrese Příbram. Od 1. ledna 1980 jsou částí města Nový Knín v okrese Příbram.

## Pamětihodnosti
- Kaple svatých Jana a Pavla